# Inkarnation
 "Inkarneret" omdirigeres hertil. For andre betydninger af Inkarneret, se Inkarneret (flertydig).
Inkarnation (latin: in: i + caro: kød) betegner religionshistorisk, at et guddommeligt væsen antager en menneskelig krop. Udtrykket bruges også i forbindelse med reinkarnationstanken om et enkelt liv i rækken af mange liv.

## Kristendom
I Det Ny Testamente betyder inkarnation, at Gud blev menneske i Jesus, som det fremgår af Johannesevangeliet, Filipperbrevet og Galaterbrevet:
- Og Ordet blev kød og tog bolig iblandt os, og vi så hans herlighed, en herlighed, som den Enbårne har den fra Faderen, fuld af nåde og sandhed.
- ... men gav afkald på det, tog en tjeners skikkelse på og blev mennesker lig; og da han var trådt frem som et menneske, ...
- Men da tidens fylde kom, sendte Gud sin søn, født af en kvinde, født under loven, ...
De Polske Brødre så i det 17. århundrede inkarnationen af ordet som en inkarnation af Guds plan i en efterkommer af Abraham og ikke som en inkarnation af en person, som eksisterede i himlen før hans fødsel.

## Reinkarnation
I forbindelse med forestillingen om reinkarnation betyder inkarnation simpelthen "liv". Forestillingen om reinkarnation indebærer, at alle mennesker (mere præcist: alle sjæle) lever mange liv på jorden. Efter afslutningen af et liv - en inkarnation - lever sjælen videre på et åndeligt plan. Efter et vist tidsrum "inkarnerer" den igen i et legeme (et foster), hvorefter en ny inkarnation påbegyndes.